# Cet (heraldika)

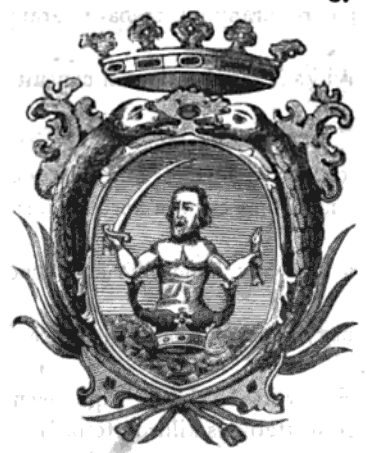
A Fischer család címere

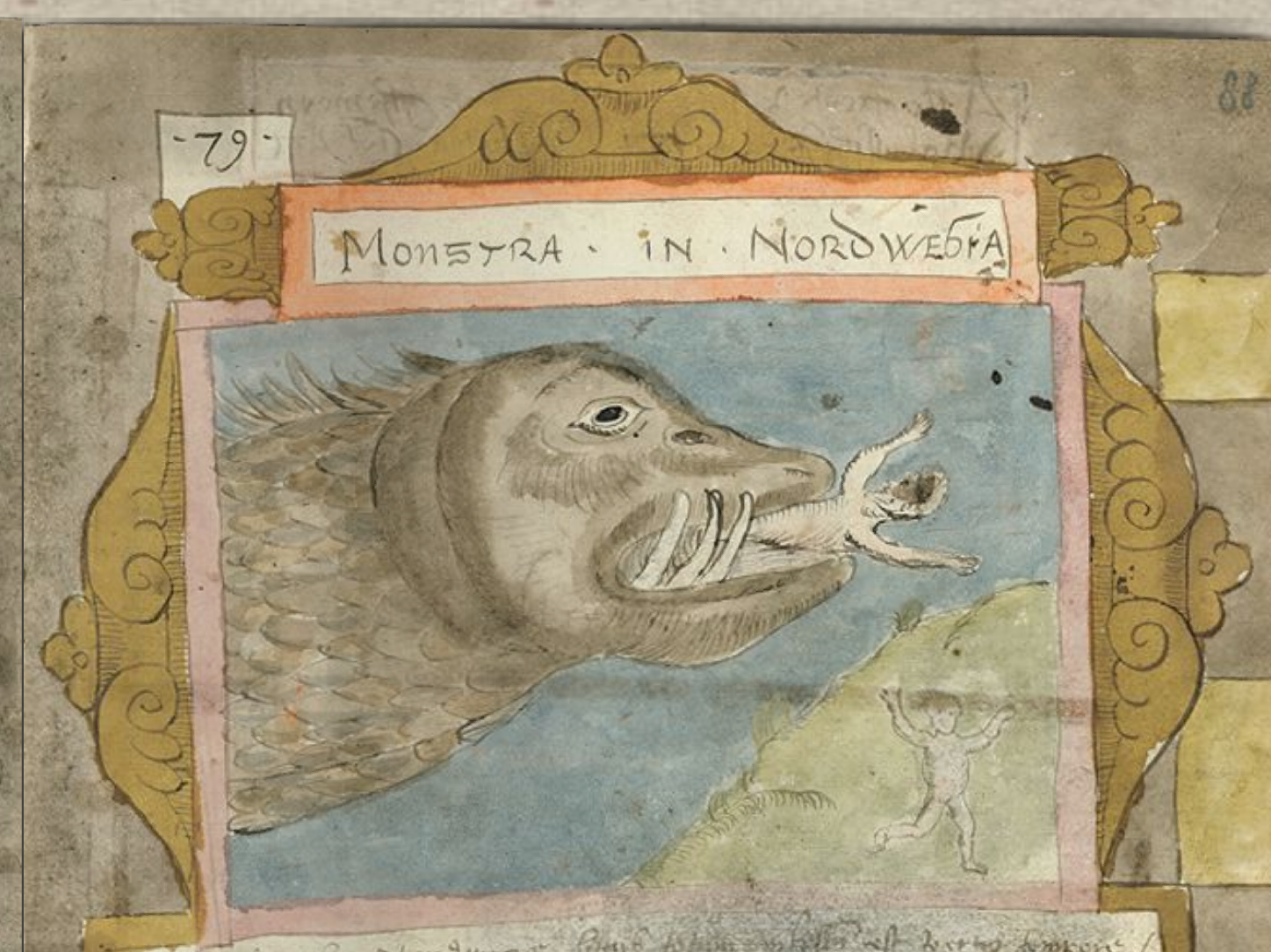
Norvégiai halszörny Adriaen Coenen Visboeck (1585) című művében. Kompozíciója hasonlít a Visconti hercegek címerére.

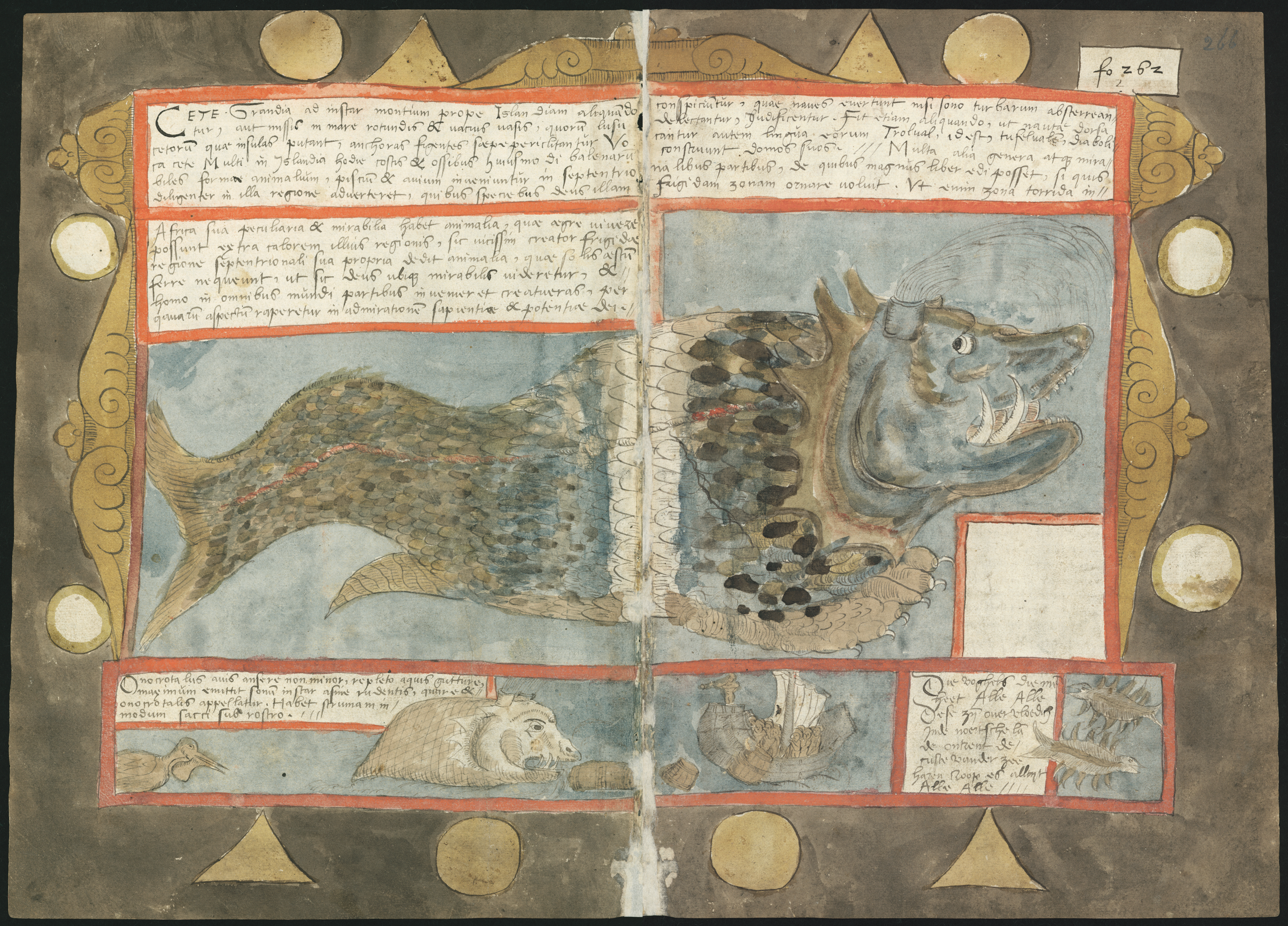
Cet Adriaen Coenen Visboeck (1585) című művében. Az állatnak mellső lábai is vannak.

A cet ritkán előforduló címerkép a heraldikában. Valamivel gyakoribb az északi országok heraldikájában, a baszk területeken (ahol Európában valószínűleg először jelent meg a bálnavadászat) és a modern címertanban, ott is a kommunális heraldikában.
Egykor halnak vélték, ezért pikkelyes testtel ábrázolták, a szájában gyakran hosszú agyarakkal vagy fogakkal, füllel (és gallérral), bika- vagy kígyófejjel. Az efféle ábrázolások abból adódnak, hogy egykor a legtöbb heraldikus vagy címerfestő egyáltalán nem látott valódi bálnát a természetben, ezért annak képi megjelenítését erősen befolyásolták a bestiáriumok leírásai és a cethez kapcsolódó hiedelmek. A heraldikában, főleg a mai modern címertanban, előfordulnak a különféle cetfajták nem-stilizált, természetes alakjának megfelelő ábrázolásai is, gyakran a légzőnyílásból szökőkútszerűen kilövellő vízzel. Az angol heraldikában előfordul sisakdíszként is, valamint megtalálható a Whalley család és a hasonló nevű apátság címerében, melyek nyilvánvalóan beszélő címerek, továbbá Biarritz 14. századi címerében.
A Talmud szerint a Leviathan rettenetes bálna, melyet a régi csillagászok a Sárkány csillagképpel azonosítottak. Ezért egyes heraldikai bálnaábrázolásokat, főleg azokat, melyek pajzstartóként szerepelnek, könnyű összetéveszteni a sárkánnyal (vagy a [tengeri] kígyóval), mert pikkelyes teste nagyon hasonlít ahhoz, de általában nincsenek lábai. Ilyenek pl. a nagyszalatnyai Fischer család 1692-es bárói címerének pajzstartói, a két összekulcsolt halszörny (marina monstra piscium figurae haud absona) is. Más bálnafajták régen két, ritkán négylábúak voltak, mint pl. a fent nevezett címer egyik változatának pajzstartói. A báró Fischer család pajzstartó halszörnyeinek fókaszerű fejformája megegyezik az Adriaen Coenen (1514 - 1587), holland természetbúvár Visboeck (1585) című művében látható egyik halszörny ábrázolásmódjával. Coenen a tengeri szörnyek képét Conrad Gessner (1516–1565), svájci humanistától és természettudóstól vette át, az ő forrása pedig valamilyen bestiárium lehetett. Átvette Olaus Magnus tengeri szörnyeit is. Miként az a báró Fischer család címerének példáján is látható, a halszörnyek ábrázolásmódja általános mintát követhetett és a bécsi udvar címerfestői is ezen mintákhoz fordultak a különleges címerállatok megrajzolásánál.
A cet (a delfin és más halak) a címerleírásban lehet nyitott szájú (de: abgestanden), ha kitátott szájjal ábrázolják, valamint uszonyú (de: beflosset, berundelt, gefiedert), ha a testétől eltérő színű uszonnyal (és/vagy farokkal) ábrázolják (pl. vörös uszonyú aranycet). A francia heraldikában a bálnát vörös fogakkal ábrázolták és ezt "fogú"-nak (fr: fierté) nevezték. Gyakran fierté a vörös fogú, uszonyú és farkú cet is a francia heraldikában.
A morhon a bestiáriumokban bálnaszerű lény, melynek két kifúvónyílása és oroszlánszerű sörénye van. Ritkán előfordul sisakdíszként az angol heraldikában. (Coenen Visboeck című művének bálnája is hasonlít hozzá.)
A kanadai heraldika újítása az ogopogo pajzstartó, egy szörny, melyet a 19. században láttak New Brunswick egyik tavában. Átmenet a bálna és a sárkány között. Mellső lábai is vannak.

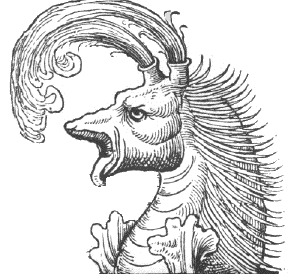
Morhon
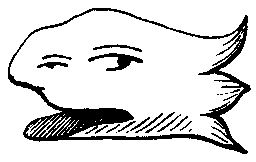
Letépett bálnafej
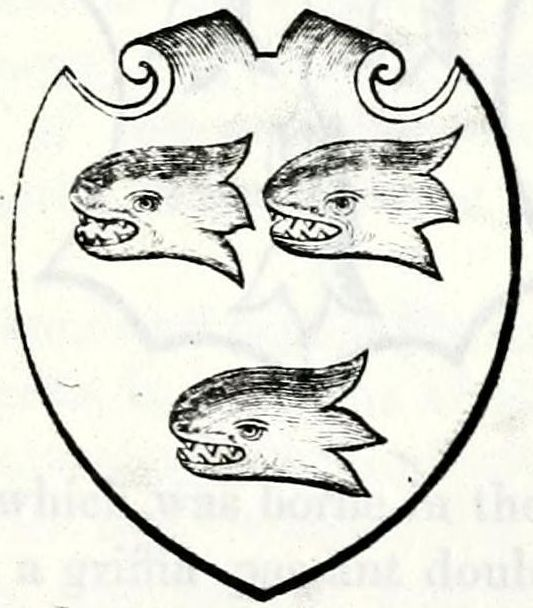
A Whalley család címere
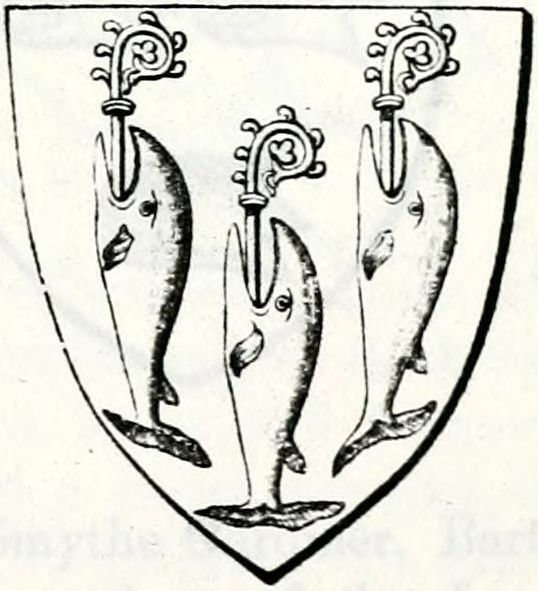
A Whalley apátság címere
Bermeo címere
Sandefjord címere
Biarritz címere
Ondarroa címere

## A cet szimbolikája
A cet régen olyan víziszörny volt, mely az alsó, az alvilág, a déli égbolt, a külső hideg és sötétség, a tél, a halál megtestesítője. Pozitív párja a delfin volt. A régi hiedelmek szerint más állatokhoz (bika) hasonlóan a Földet egy vagy több óriáscet hordozza a hátán. A középkori művészetben gyakran ábrázolták a pokol bejáratát a halszörnyeteg nyitott szájaként. Ugyanakkor a Jónást elnyelő cet, melyet a középkori ábrázolásokon több állat testrészeiből állítottak össze, a saját testén belül óvja meg a háborgó tengerbe vetett prófétát, majd biztonságosan partra teszi.

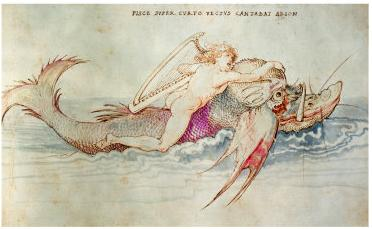
Albrecht Dürer, Arion (1514) című grafikája. A görög legenda szerint Ariont, a tehetséges énekest a tengerészek bedobták a vízbe, hogy ellophassák a tulajdonát. Ő azonban énekével elbűvölt egy delfint, aki megmentette. Ez a delfin a testén több kidudorodást visel, mint a természetben élők.
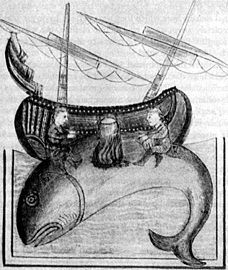
Bálna Richard Fournival bestiáriumából, 10. század. Két tengerész főzi ételét a bálna hátán, mely olyan nagy, hogy összetévesztették egy szigettel. A szigetméretű bálnák leírása megszokott a klasszikus időkben és a középkorban is.
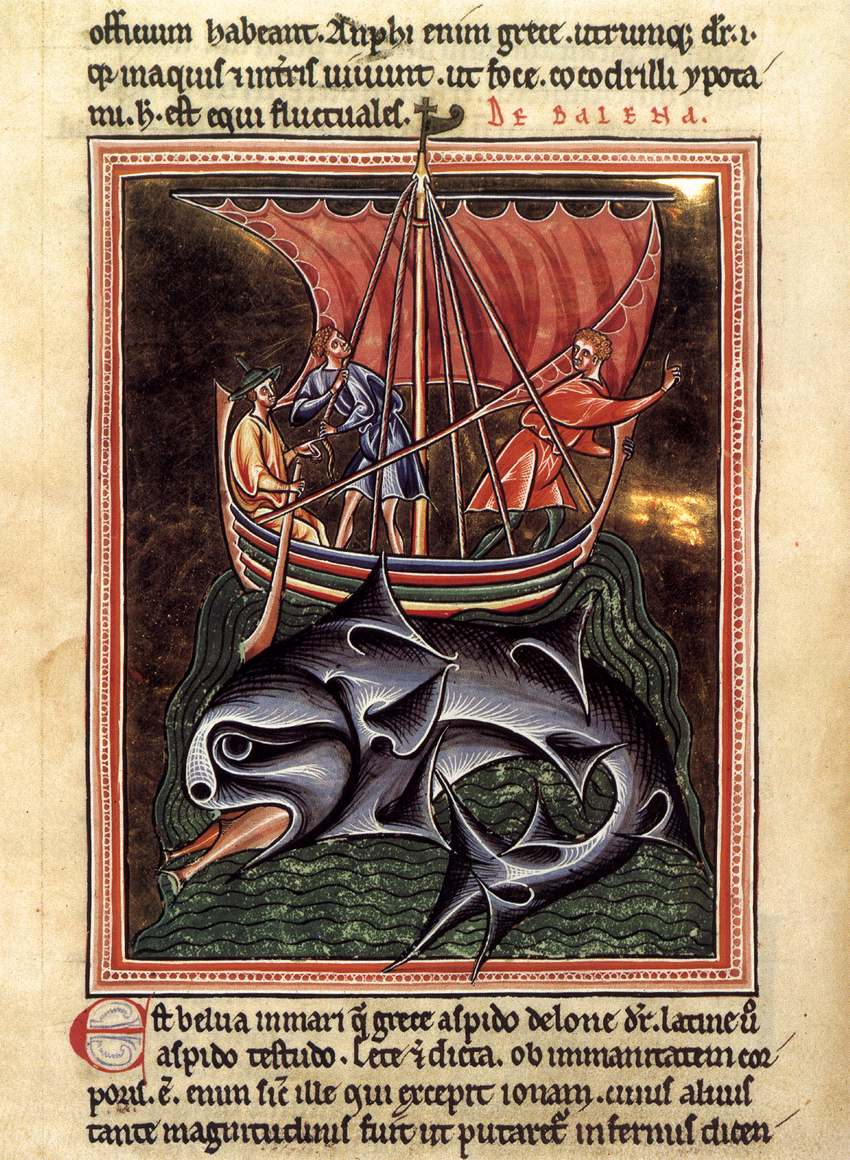
Bálna egy 12. századi bestiáriumból. A bálnafélékről a középkori Európában az a legenda terjedt el, hogy a szájukat kinyitva abból kellemes illat árad (legalábbis a halak számára) és a szerencsétlen halak egyenesen a csapdájukba úsznak. A történet tanulságaként ehhez mindig hozzátették, hogy a hitetlen élvhajhászokat az ördög hasonlóképpen fogja csapdába ejteni.
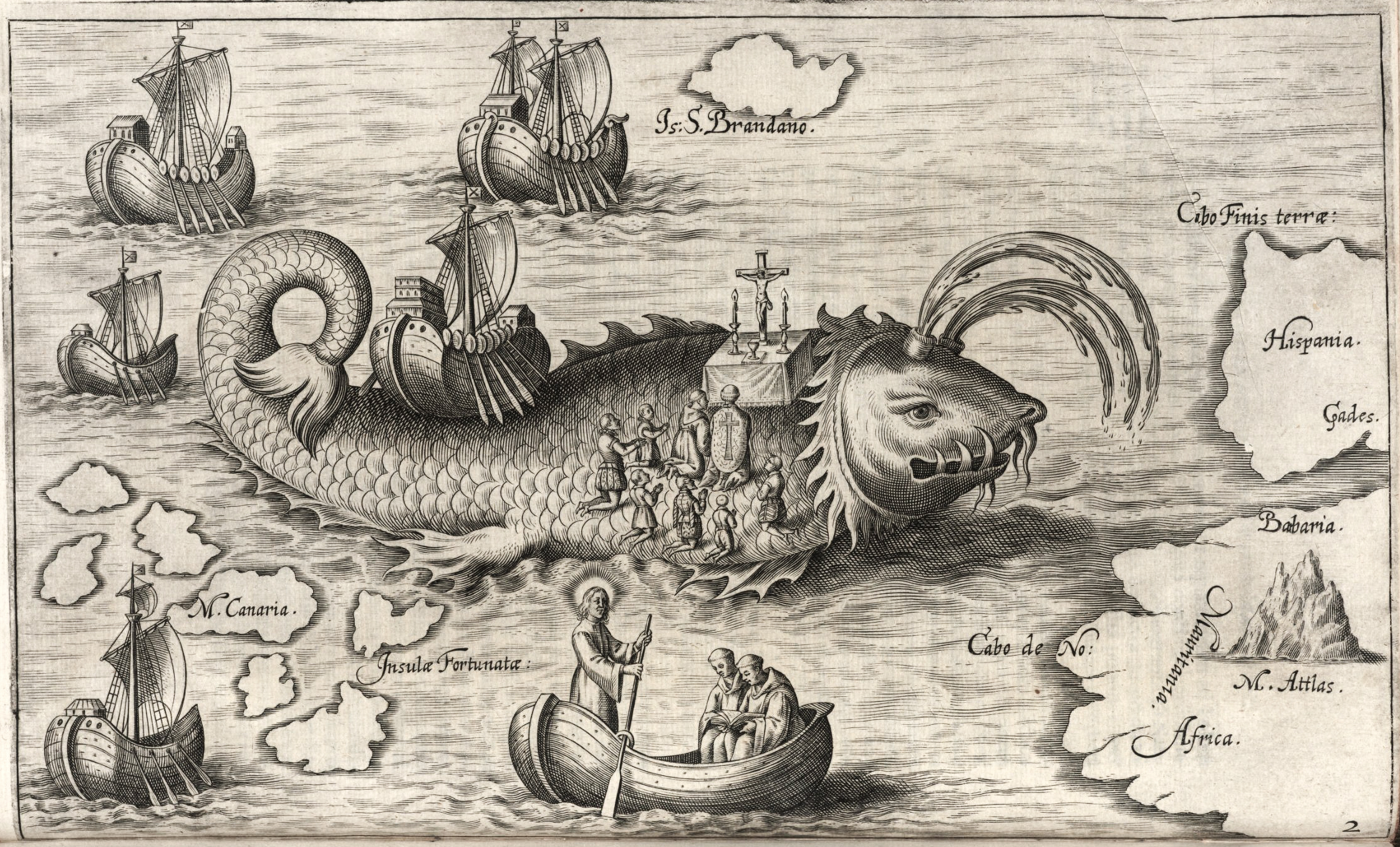
Szigetnyi bálna Honorius Philoponus: Novi Orbis Indiae Occidentalis (1621) című művéből. A metszet Szent Brendan utazásainak illusztrációjaként a Jasconius bálnát ábrázolja. Egyes szerzetesek éppen miséztek, amikor a sziget valódi természete nyilvánvaló lett.

A különféle tengeri szörnyekről Abraham Ortelius Islandia című térképe (1585) ad képet, mely Theatrum orbis Terrarum (Antwerpen, 1587) című atlaszából való. (A holland mellett több kiadása is ismert: 1585, 1587, 1590 [latin], 1591 [német], 1592 [latin], 1595 [latin], 1598 kétszer [egyik francia], 1601 [latin], 1602 [spanyol és német], 1603 [latin], 1606 [angol], 1608/1612 [olasz], 1609/1612 [latin], 1609/1612/1641 [spanyol].) A térkép hátulján a nagybetűkkel jelölt 13 tengeri szörny leírása is szerepel, melyek közül sokat vett át Olaus Magnus, Carta Marina (1539) című térképéről, de Olaus Magnus egyes szörnyei megtalálhatók Adriaen Coenen könyvében is. A bálnák egyes fajtái között vannak olyanok, melyeket négy lábbal, két mellső lábbal vagy lábak nélkül ábrázoltak.
Ortelius Islandia című térképének változatai és tengeri szörnyei

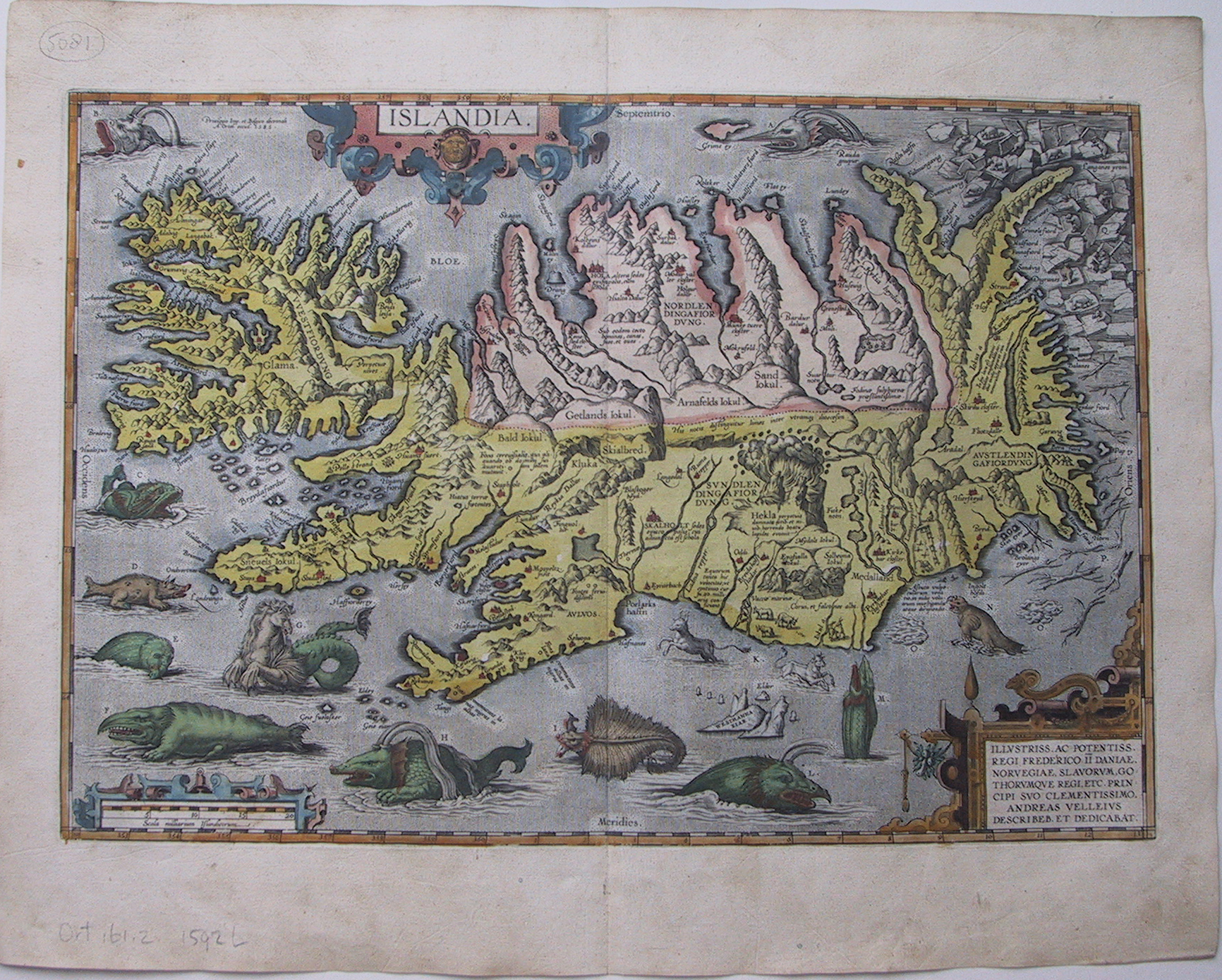
Islandia, 1592
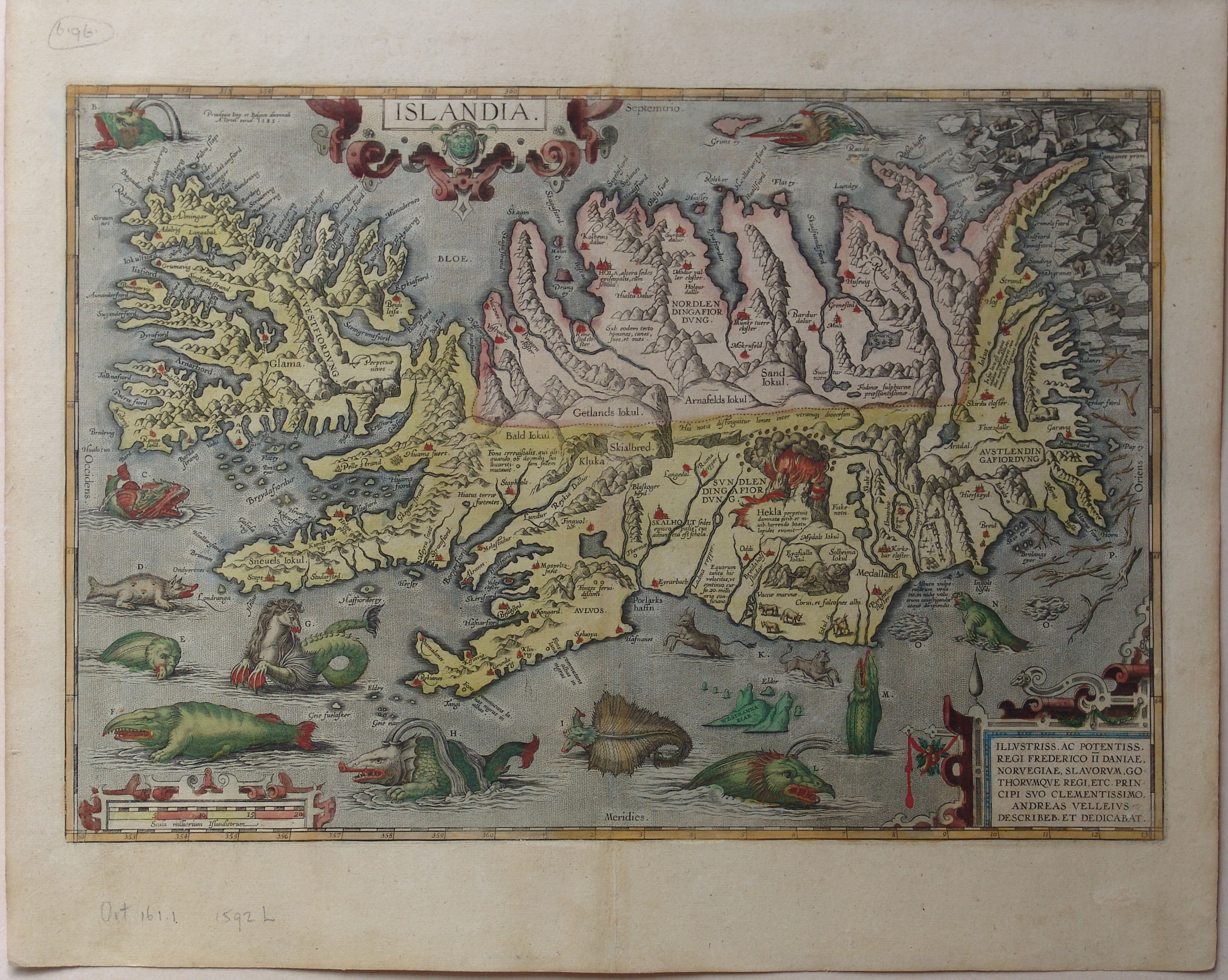
Islandia, a Theatrum orbis terrarum 1592-es másik kiadásából
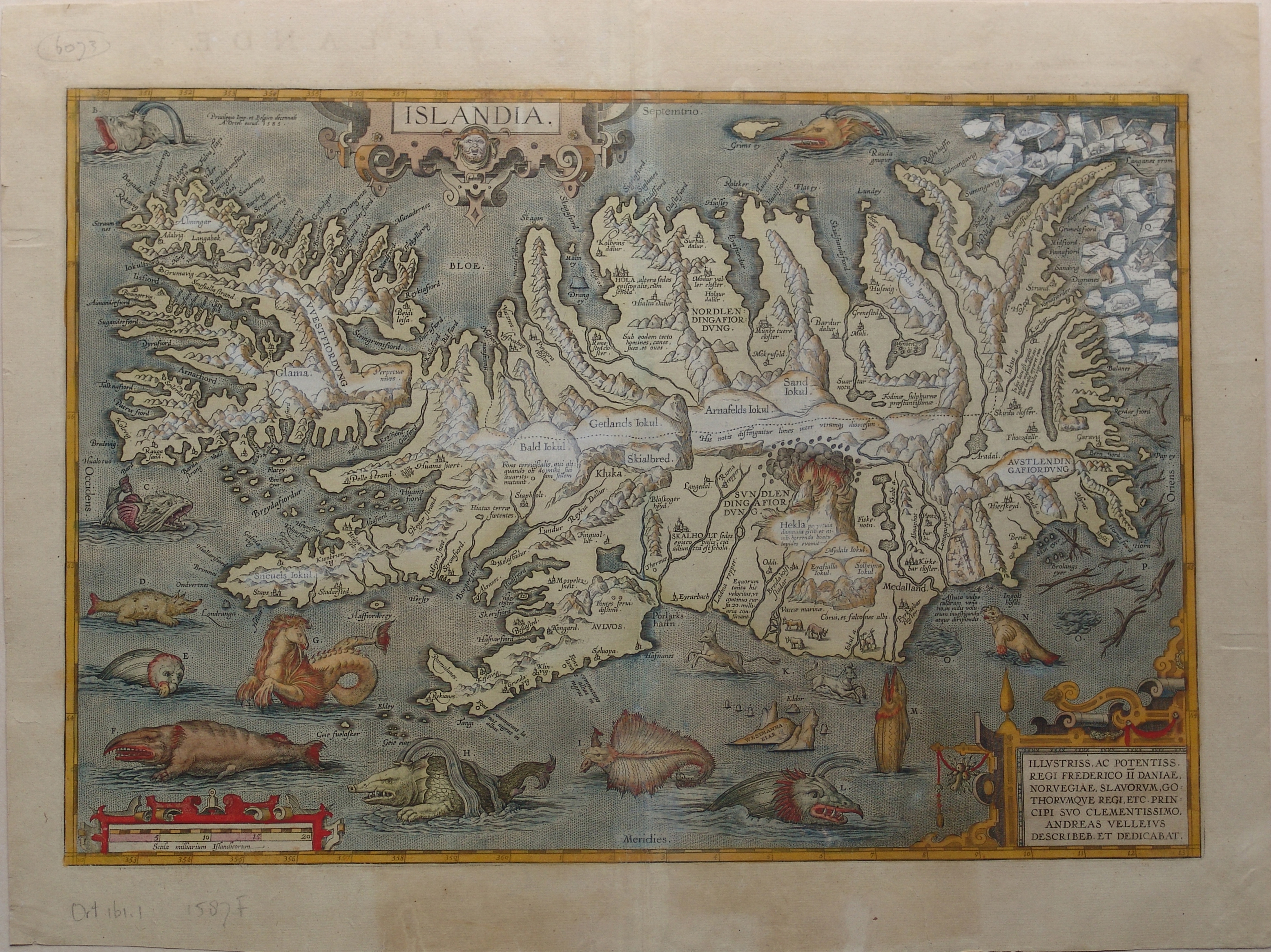
Islandia, 1598
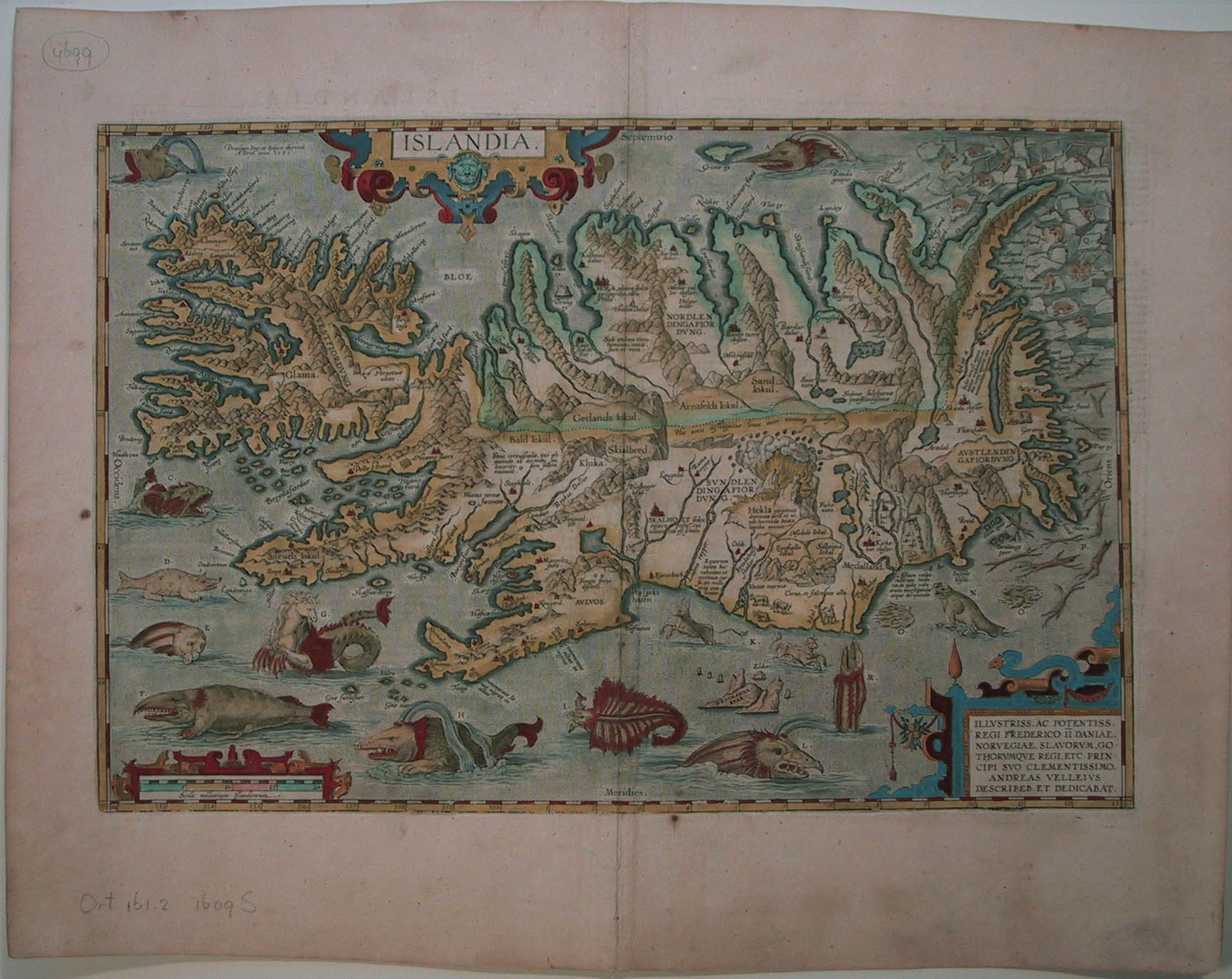
Islandia, 1609
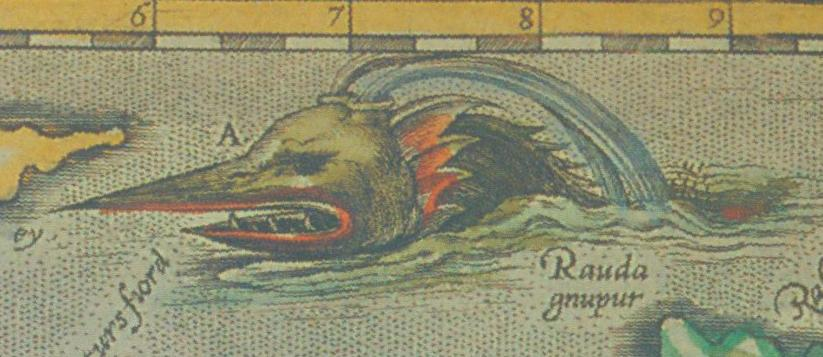
A. a közönségesen NAHVALnak [narvál] nevezett hal. Ha valaki eszik belőle, azonnal meghal. A feje elején kiálló fog van, mely hét rőfnyire [több mint 3 m vagy 11 láb] áll ki. {1608/1612 ol} Egyesek ezt az egyszarvú szarvaként árulták. Jó ellenszernek és erős gyógyszernek tartják a mérgekkel szemben. Ez a szörny negyven rőfnyi hosszú.
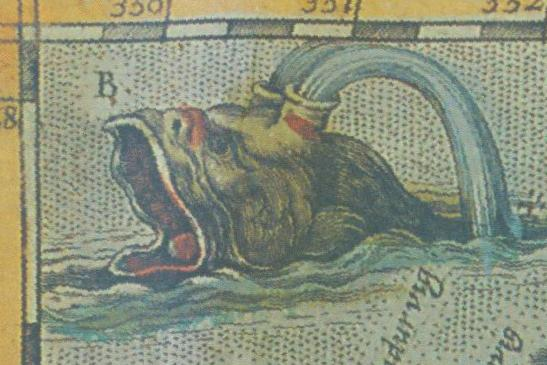
B. a Roider százharminc rőf hosszúságú hal, melynek nincs foga. A húsa nagyon jó, egészséges és ízletes. A zsírja kiváló mindenféle betegségre.
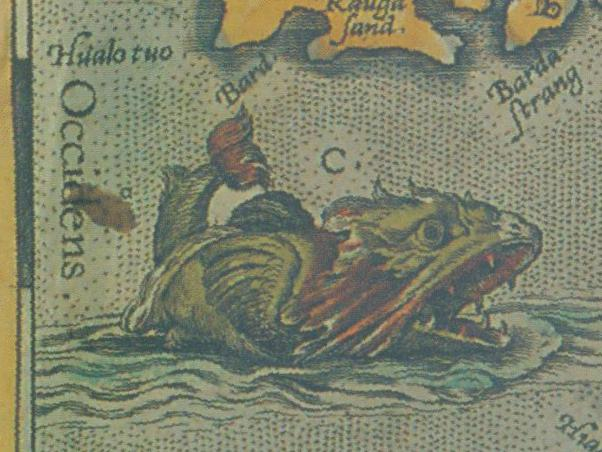
C. a BURCHVALUR feje nagyobb, mint az egész teste. Nagyon sok erős foga van, melyből téglákat {1598 fr. és 1606 en. sakkfigurákat}készítenek. A hossza 60 rőf.
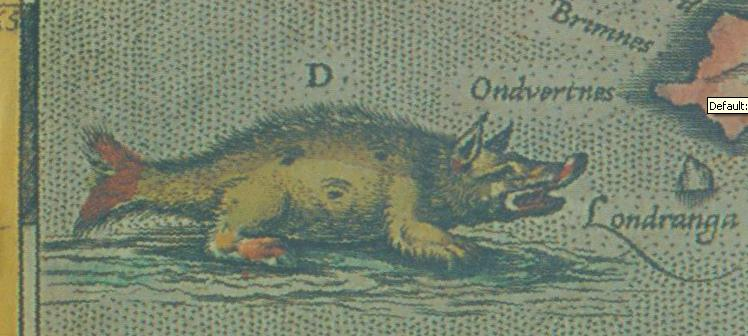
D. a Hyena vagy tengeri disznó olyan halszörny, melyről Olaus Magnus 21. könyvében olvashatsz.
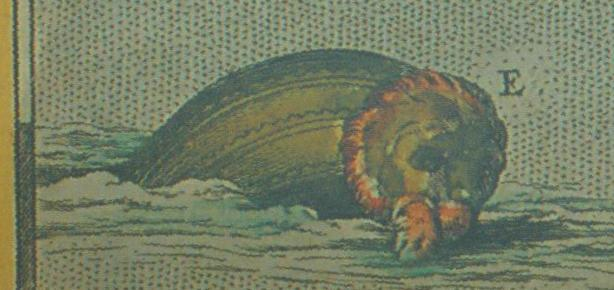
E. a Ziphius {csak az 1606-os angol kiadásban, talán a Xiphius, a kardhal megfelelője} rettenetes tengeri szörny, mely egy harapással nyel el egy fekete fókát.
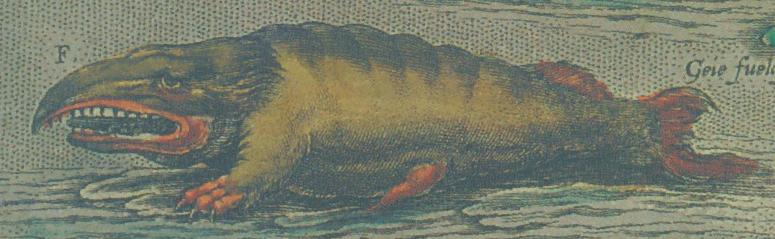
F. az angol bálna harminc rőf hosszú. Nincs foga, de a nyelve hétrőfnyi. [A térképen mellső és kisebb hátsó lábakkal ábrázolták.]
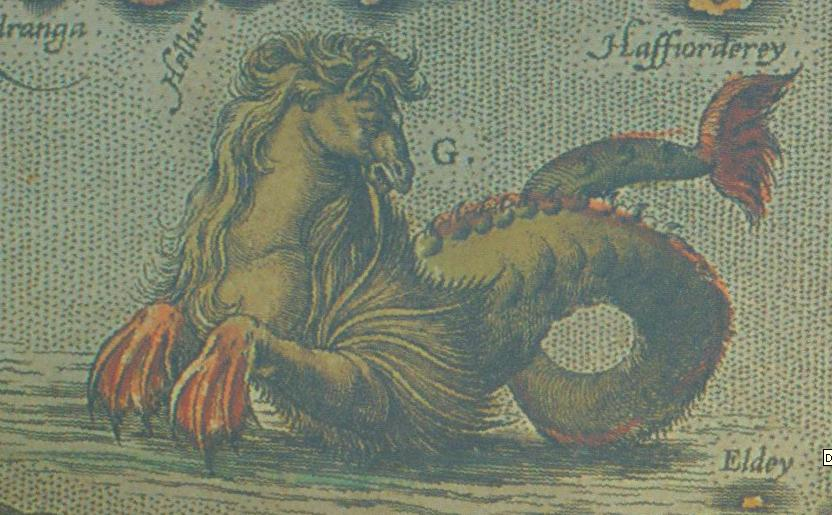
G. a HROSHUALUR, vagyis a tengeri ló a nyakáról lelógó sörényű, akárcsak a ló. Gyakran ejti nagy rémületbe a halászokat.
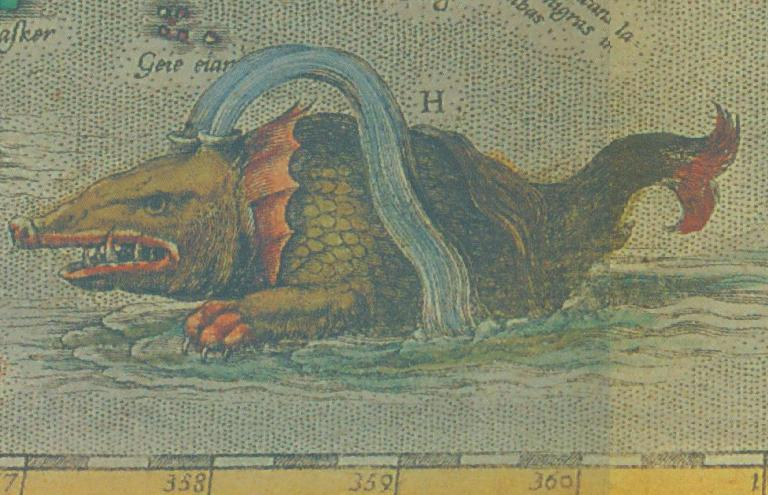
H. a legnagyobb bálnafajta, mely csak ritkán látható. Inkább kis szigetnek tűnik, mint halnak. Óriási mérete és testének súlya miatt nem tudja követni vagy üldözni a kisebb halakat, mégis sokat ejt zsákmányul természetes ravaszsága által, melyet élelme megszerzésére használ. [A térképen mellső lábakkal ábrázolták.]
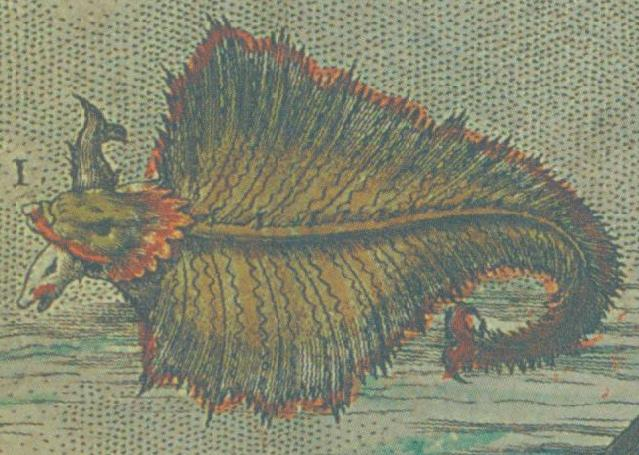
I. a SKAUTUHVALUR olyan hal, mely teljesen sörtékkel vagy csontokkal van fedve. Némileg hasonlít a cápára, de sokkalta nagyobb. Ha előbukkan, olyan, mint egy sziget és az uszonyaival hajókat borít fel.
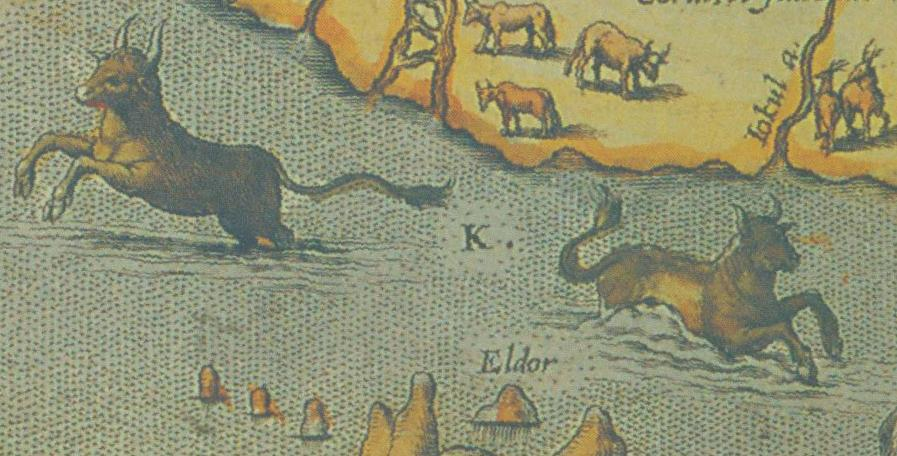
K. a SEENAUT {1598/1610/1613 de: tengeri ökrök}, szürke színű tengeri tehenek. Néha kijönnek a tengerből és csapatosan táplálkoznak a parton. Az orruknál kis zacskó függ, melynek segítségével {1598 fr: meg tudják őrizni a táplálékukat és} meg tudnak élni a vízben. Ha kiszakad, a földön élnek, más tehenekkel együtt.
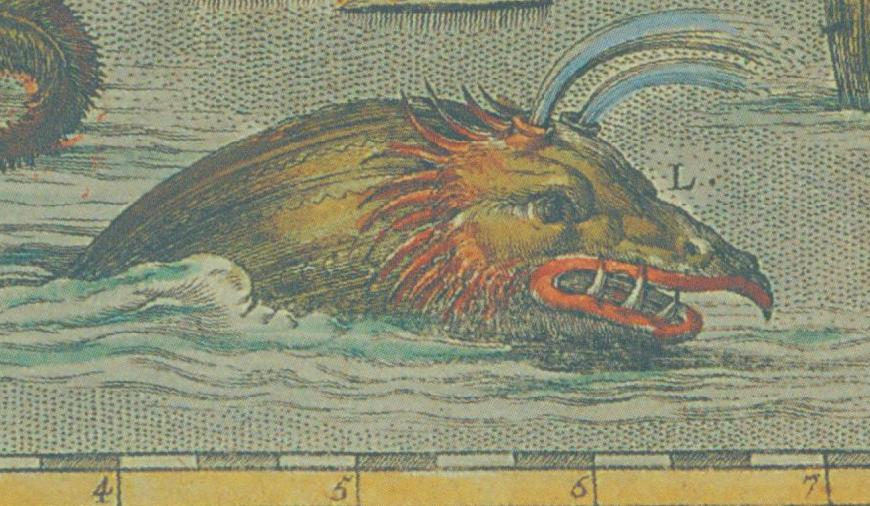
L. a STEIPEREIDUR, a bálnák legnemesebb fajtája, mely a halászok védelmében harcra kél más bálnákkal is. Rendeletek tiltják, hogy bárki megsebesítse vagy megölje ezt a bálnát. A hossza legalább 100 rőf. [A térképen lábak nélkül ábrázolták.]
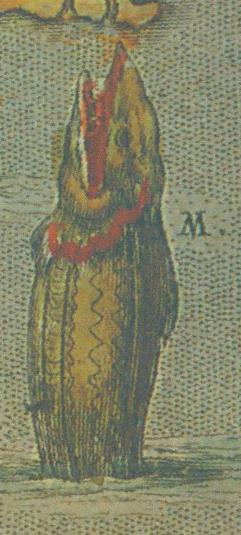
M. a STAUKUL. A hollandok Springvalnak hívják. Megfigyelték, hogy egész nap egyenesen felfelé áll a farkán. A nevét az ugrásáról kapta. A tengerészek és halászok nagyon veszélyes ellenfele és mohón kap az emberi hús után.
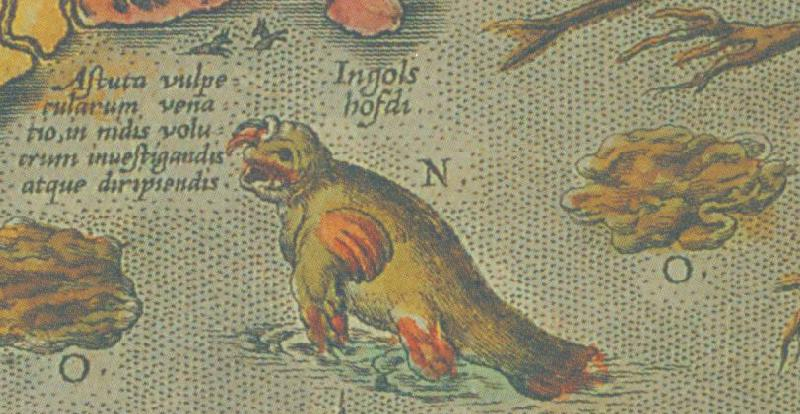
N. a ROSTUNGERt Rosmarnak is nevezik {1598 fr hiányzik}, mely hasonlít a tengeri borjúra. Lemegy a tenger aljára, mind a négy lábán, melyek nagyon hosszúak {1598 fr hiányzik}. A bőrét nehezen üti át bármilyen fegyver. Tizenkét órán át alszik a sziklákon két hosszú fogán függve. Mindegyik foga legalább egy rőf hosszú és az egész teste tizennégy rőfnyi.

Olaus Magnus Skandinávia térképe (Carta Marina, 1539), annak egyes földrajzi területei és azok tengeri szörnyei

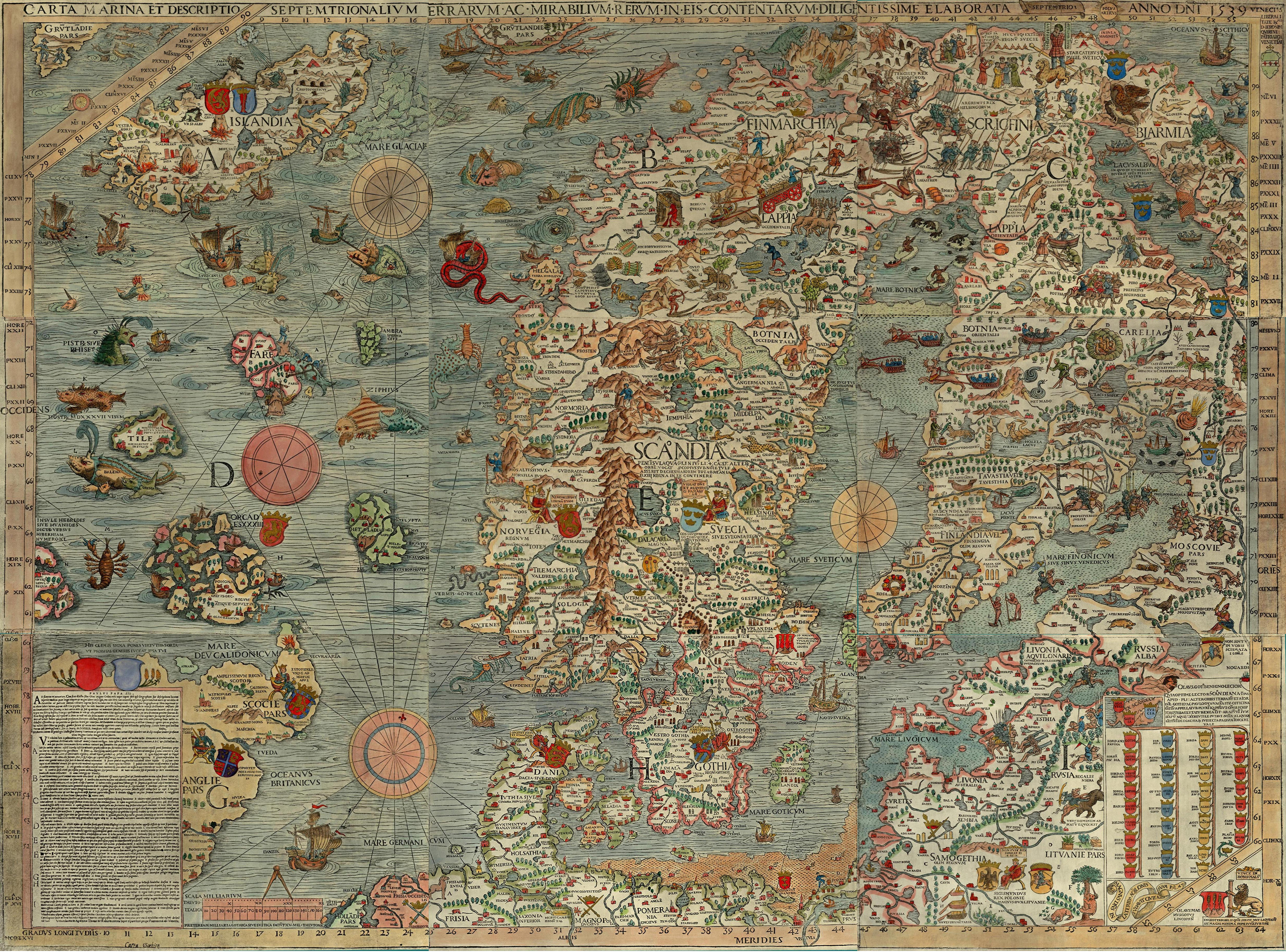
Carta Marina (Velence, 1539)
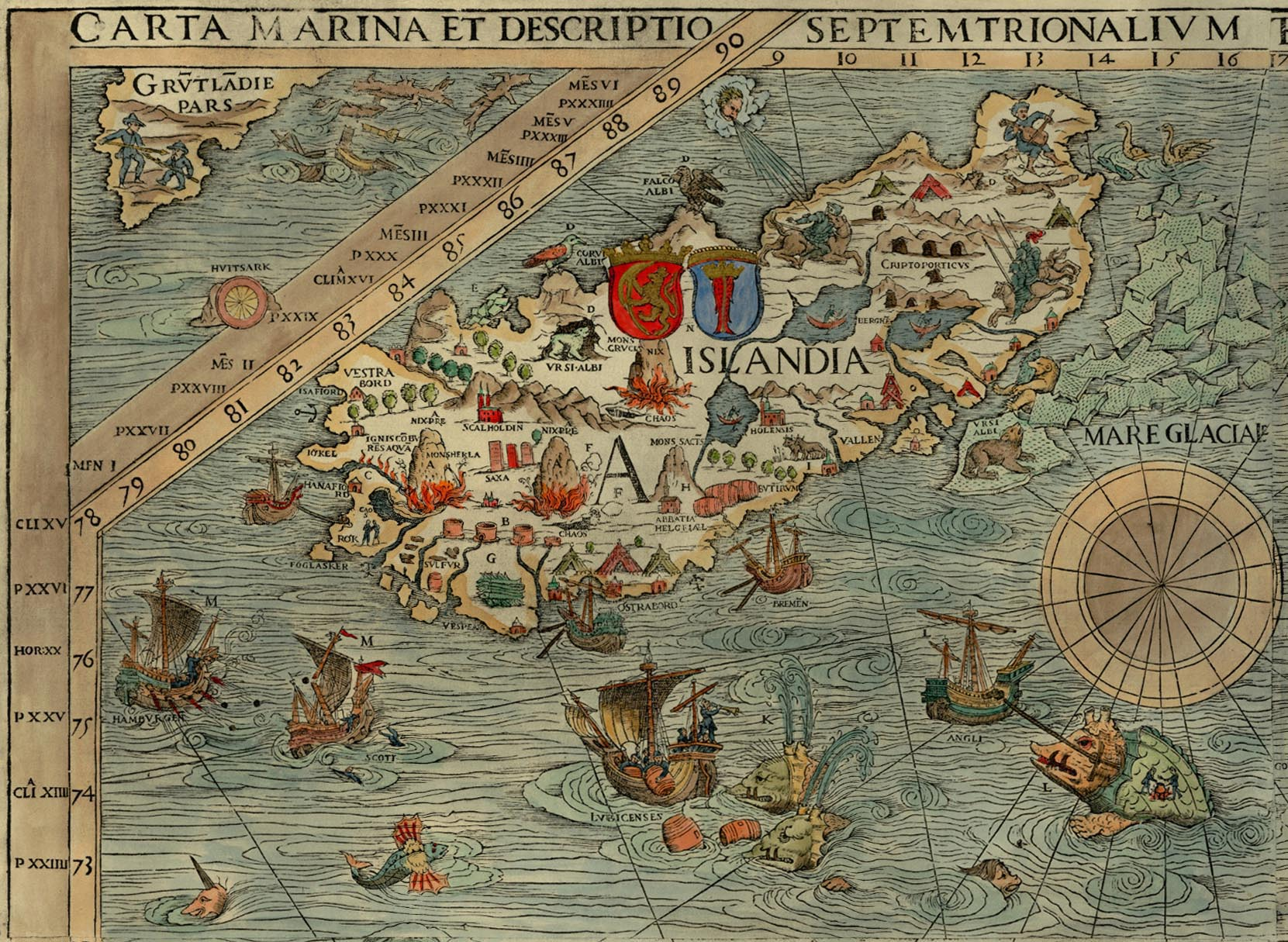
A – Izland, a térkép bal felső sarka
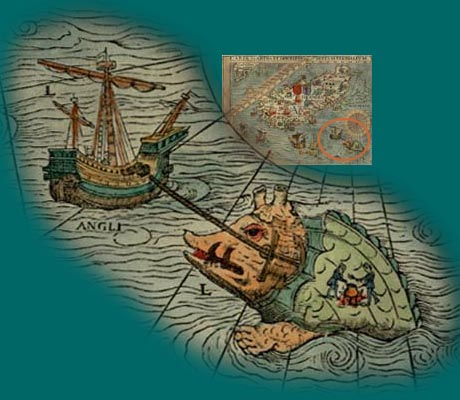
A bal alsó sarokban egy angol hajó egy óriási bálnán horgonyoz. A hátán tengerészek főzik az ételüket (a jelzése L). Olaus Magnus szerint: „A bálna bőre úgy néz ki, mint a homok a tengerparton. Ezért, amikor hátát a habok fölé emeli, miként azt gyakran teszi, a tengerészek teljesen összetévesztik egy szigettel.” Az, hogy itt angol hajóról van szó, a Szent Brendan, ír szerzetes 6. századi nyugati utazásairól szóló történetekre vonatkozhat, akit Olaus „angol apátnak” nevez. Róla a következőket írja: „A szentek cselekedetei megemlékeznek arról, hogy ő és társai miként jutottak egy Jasonnak nevezett hatalmas halra. Meggyőzvén magukat, hogy ez egy sziget, partra szálltak és tüzet raktak rajta, de mihelyt észlelték, hogy a hal mozog, rögtön a hajójukra menekültek és épphogy sikerült megmenteniük az életüket, mielőtt a hal lemerült.” Olaus ezután a bálnákkal folytatja és emlékeztet arra, hogy az ilyen viselkedésről szóló beszámolókat nem lehet félvállról venni.
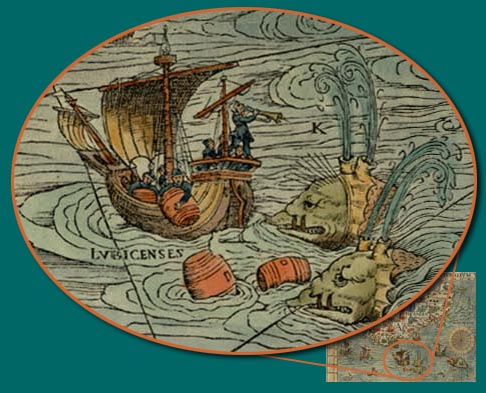
Zenész játszik trombitán a hajót támadó tengeri szörnyeknek (a jelzése K).
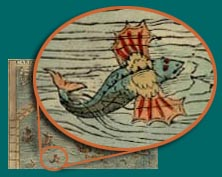
A bal alsó sarokhoz közel szárnyas tengeri szörny, repülőhal
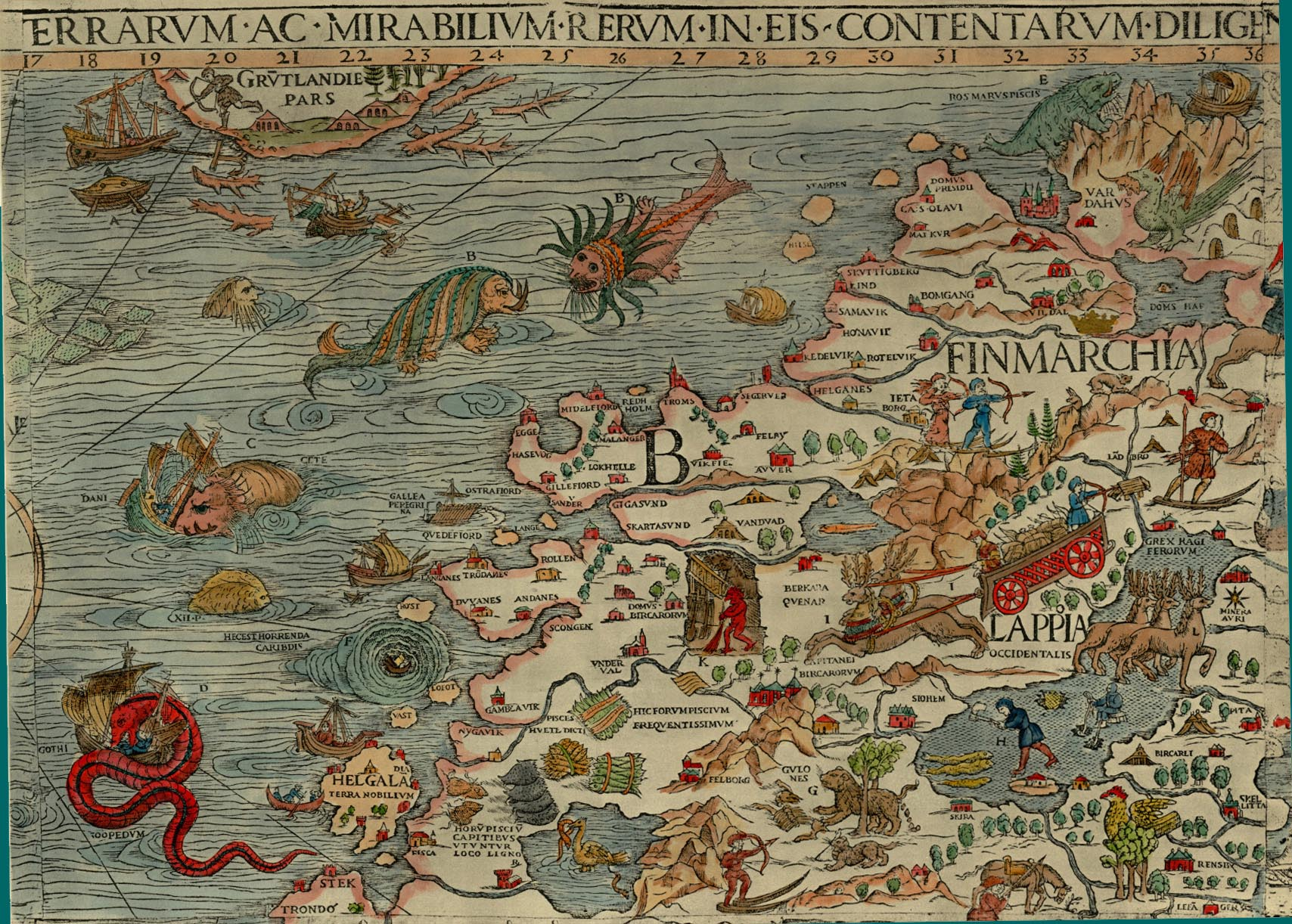
B – Lappföld, Finnország
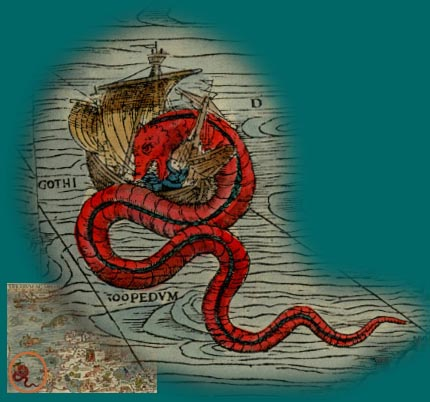
Hatalmas vörös (tengeri) kígyó támad egy hajóra. Olaus Magnus szerint a hossza több mint 200 láb és 20 láb széles. A Bergen közeli tengerpart barlangjaiban és üregeiben él. (Jelzése D)
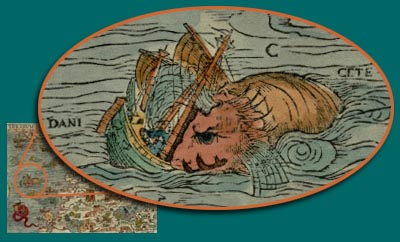
A kígyó fölött egy szörny (cete) süllyeszti el a dánok hajóját, akiket Olaus Magnus különösen is gyűlölt. (Jelzése C)
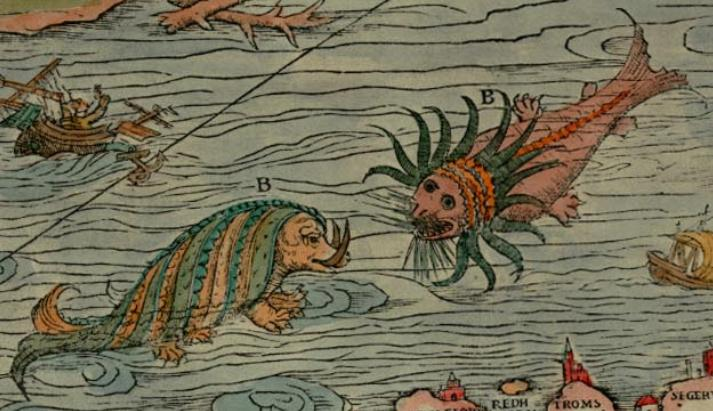
A cet fölött B-vel jelzett két hatalmas tengeri szörny, melyeket Coenen is átvett. Az első egy hatalmas fantasztikus hal, mely Írország környékén, Coenen szerint a Brit-szigeteknél él. Három félelmetes, éles, fénylő aranyfoga van. A másiknak rettenetes éles, hosszú szarvai vannak a nyaka körül, melyek hossza 10-12 rőf és nagyon feketék; a tekintete égető, a szemei átmérője mintegy 16-20 láb. (Ez a legendás kraken, az óriáspolip megfelelője.)
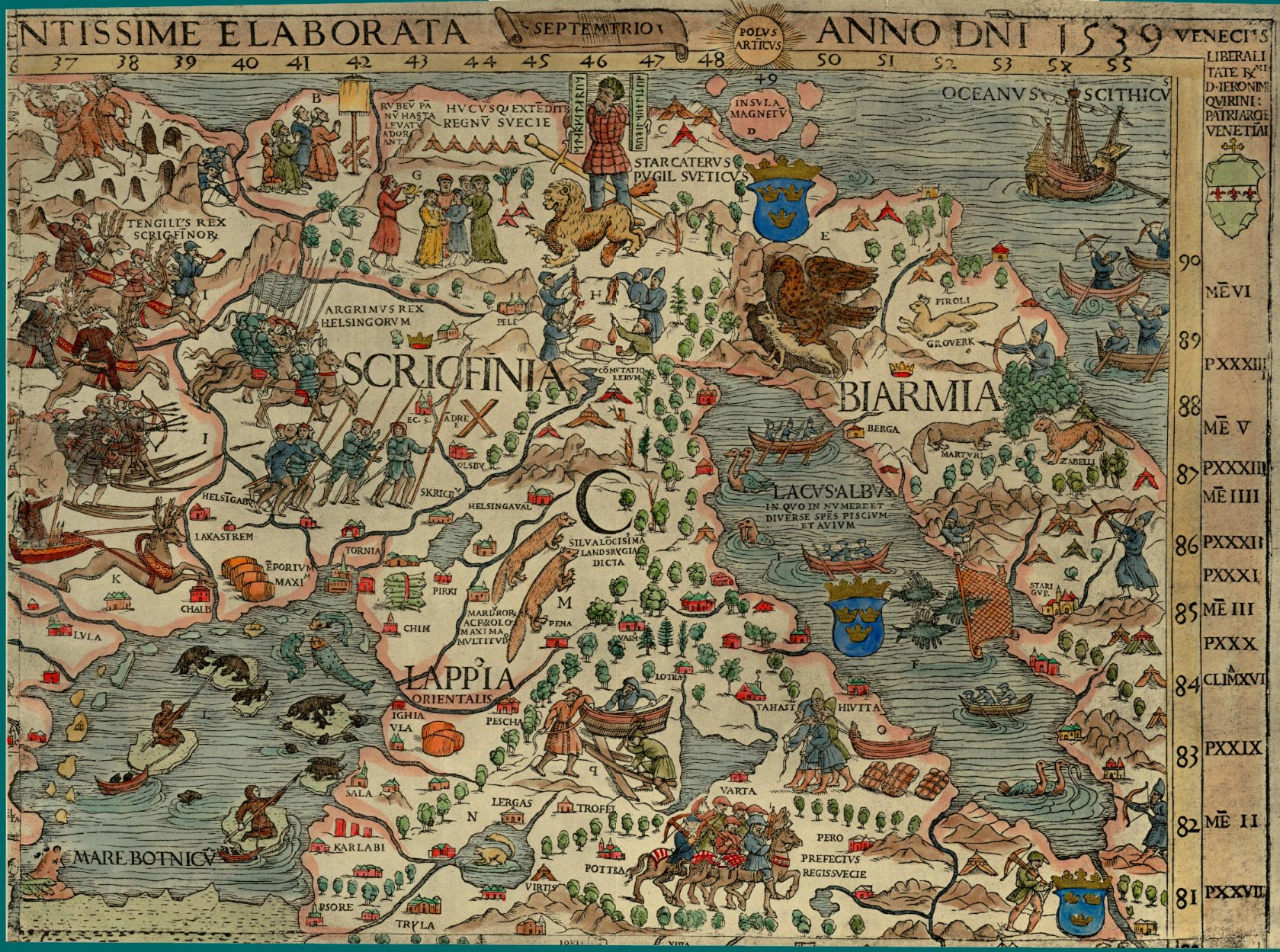
C – Északi sarkvidék
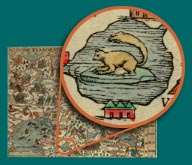
Ezen térképrész aljához közel emberek vadásznak fókákra kis jégtáblákról. Tőlük jobbra mókus a farkát vitorlaként felemelve szeli át a tavat egy kis jégtáblán. A mókusokról ezt írja: „Mókázásuk a megfagyott havon rendkívül élvezetes látványt nyújt.”
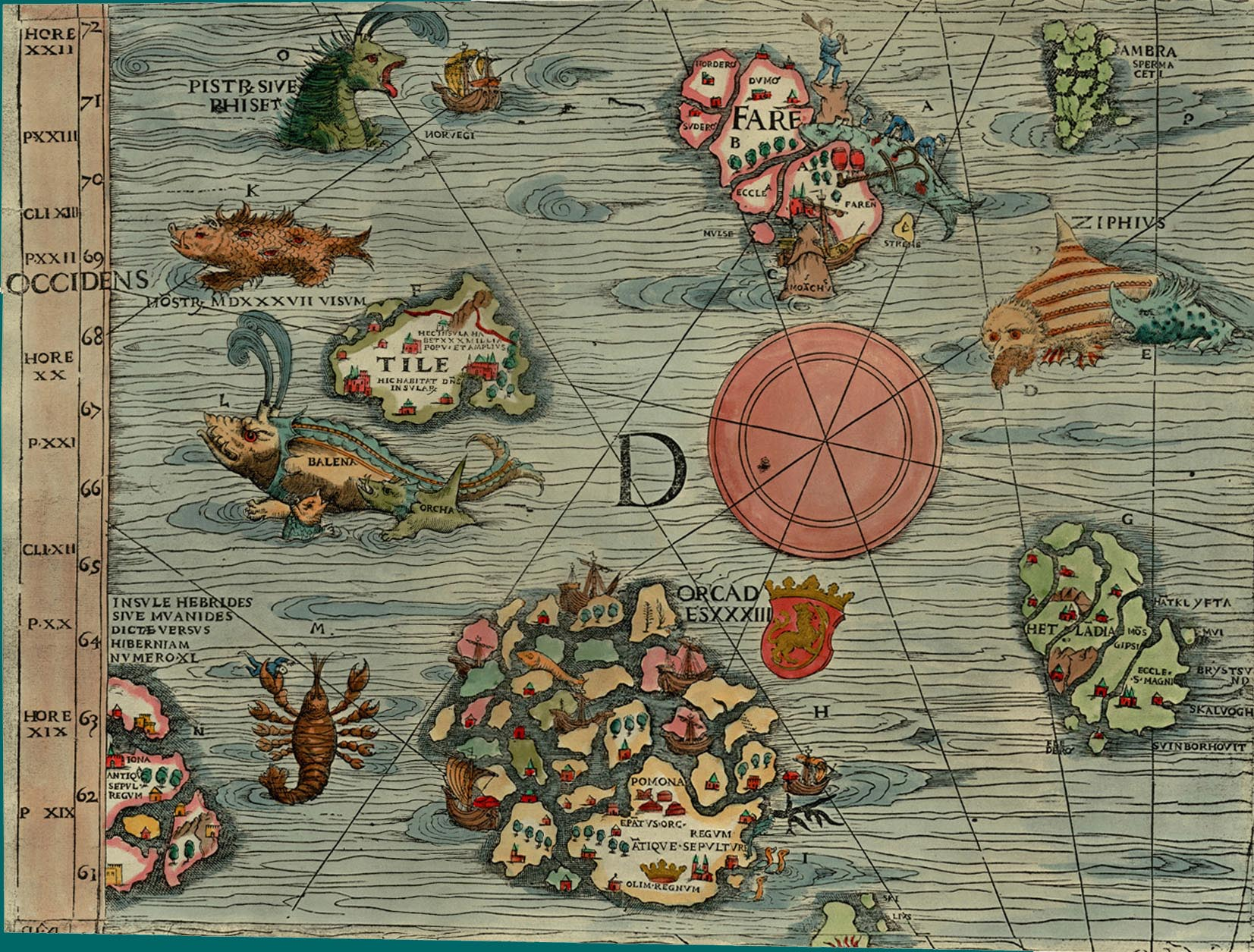
D – A nyugati szigetek
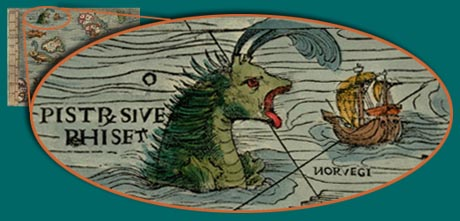
Itt a tengeri szörnyek vannak túlsúlyban. A tengerből előbukkanó fej a „vízköpő” (en: „Spouter”) vagy leviathan, mely háromszáz láb hosszú. (Jelzése O)
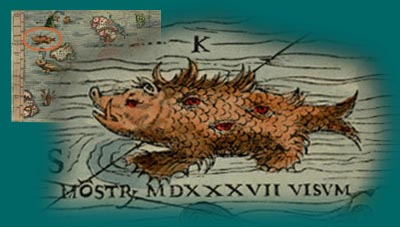
A „vízköpő” alatt „disznószörny” van, melyet 1537-ben láttak az Északi-tengerben. Úgy tartották, hogy halfarka van, lábai hasonlók a sárkányéhoz, az oldalain szemek, a hátán félhold van. (Jelzése K)
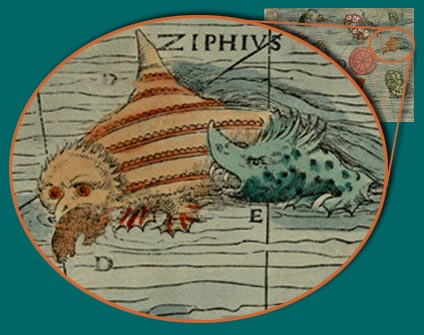
Jobboldalt egy xiphias látható, melynek bagolyfeje és hosszú csőre van. Egy olyan szörny támadja, aki a hajók alá úszik és úgy süllyeszti el azokat, hogy hátának uszonyával [tine] felhasítja törzsüket, majd felfalja a személyzetüket. (Jelzésük D, illetve E)
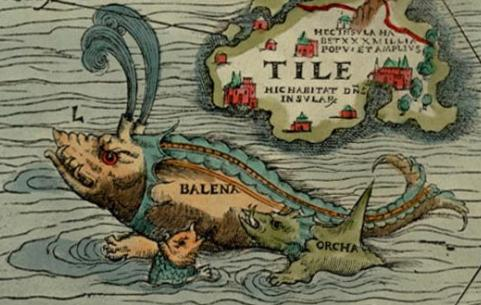
Bálna (Balnea) és gyilkos bálna (Orcha). (Jelzésük L)
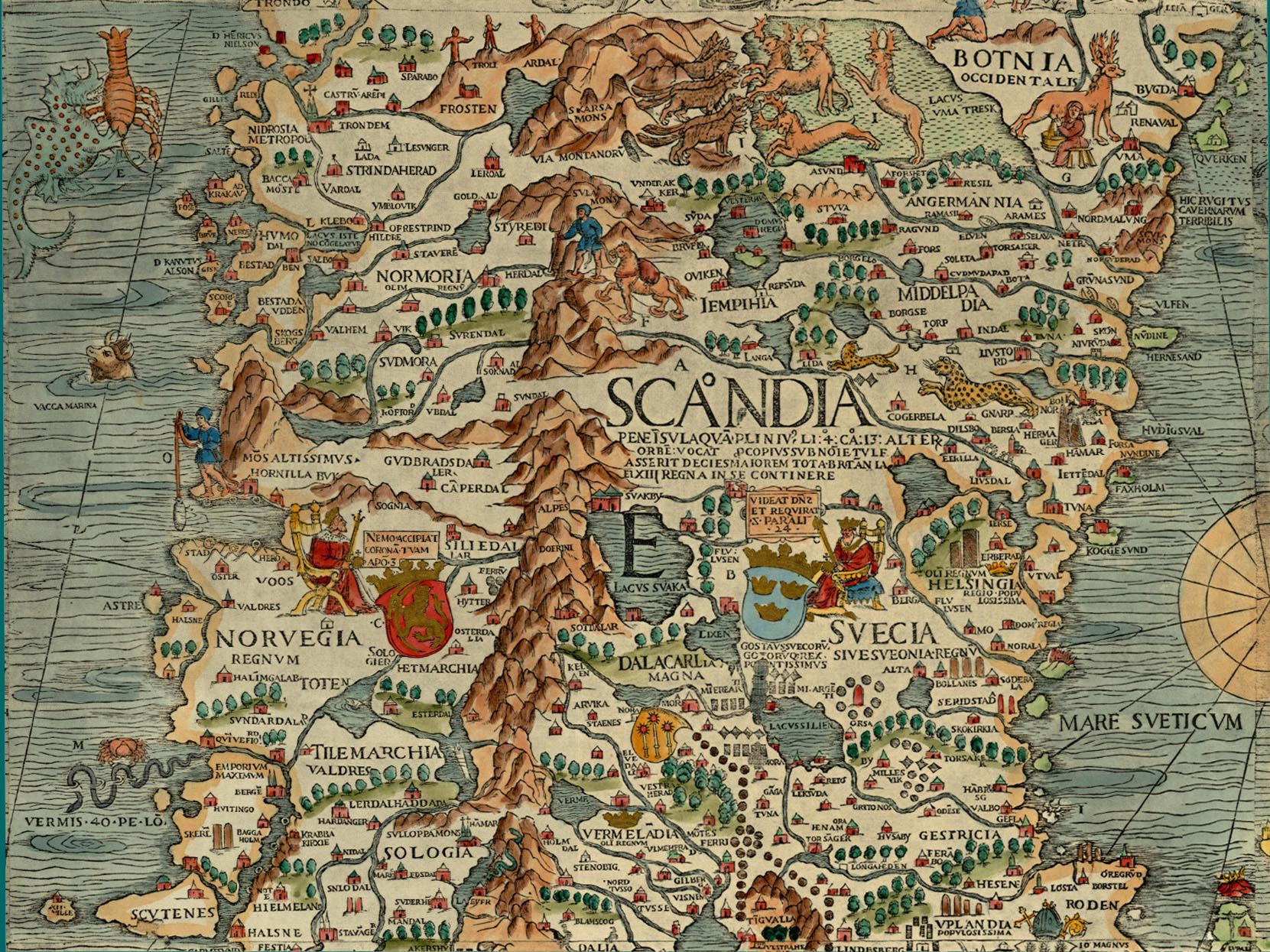
E – Norvégia és Svédország. Ez a szekció az említett országok középső részét ábrázolja, feltünteti a helyneveket, a földrajzi jellemzőket és bemutatja a két királyt.
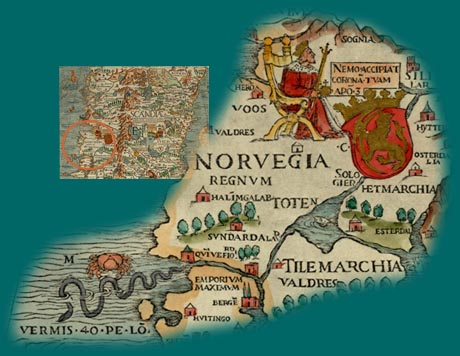
Norvégia királya háttal ül a tengernek. Alatta, „Tilemarchia” vidékén egy hatalmas kígyó bukkan fel. (Jelzése M)
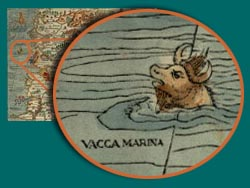
A tengeri tehén („Vacca Marina”) a norvég királyhoz közel látható.
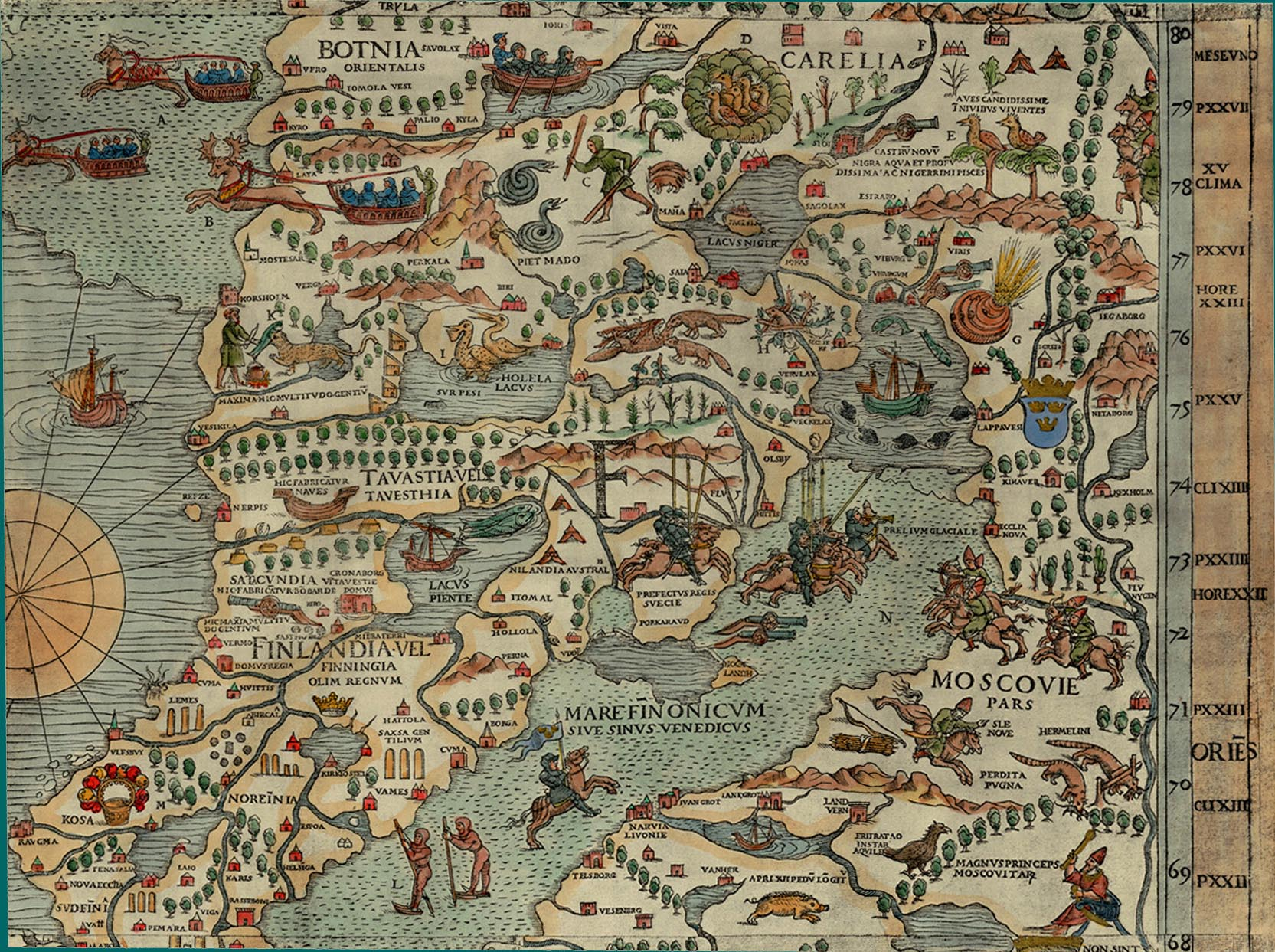
F – Muszkaország (Oroszország)
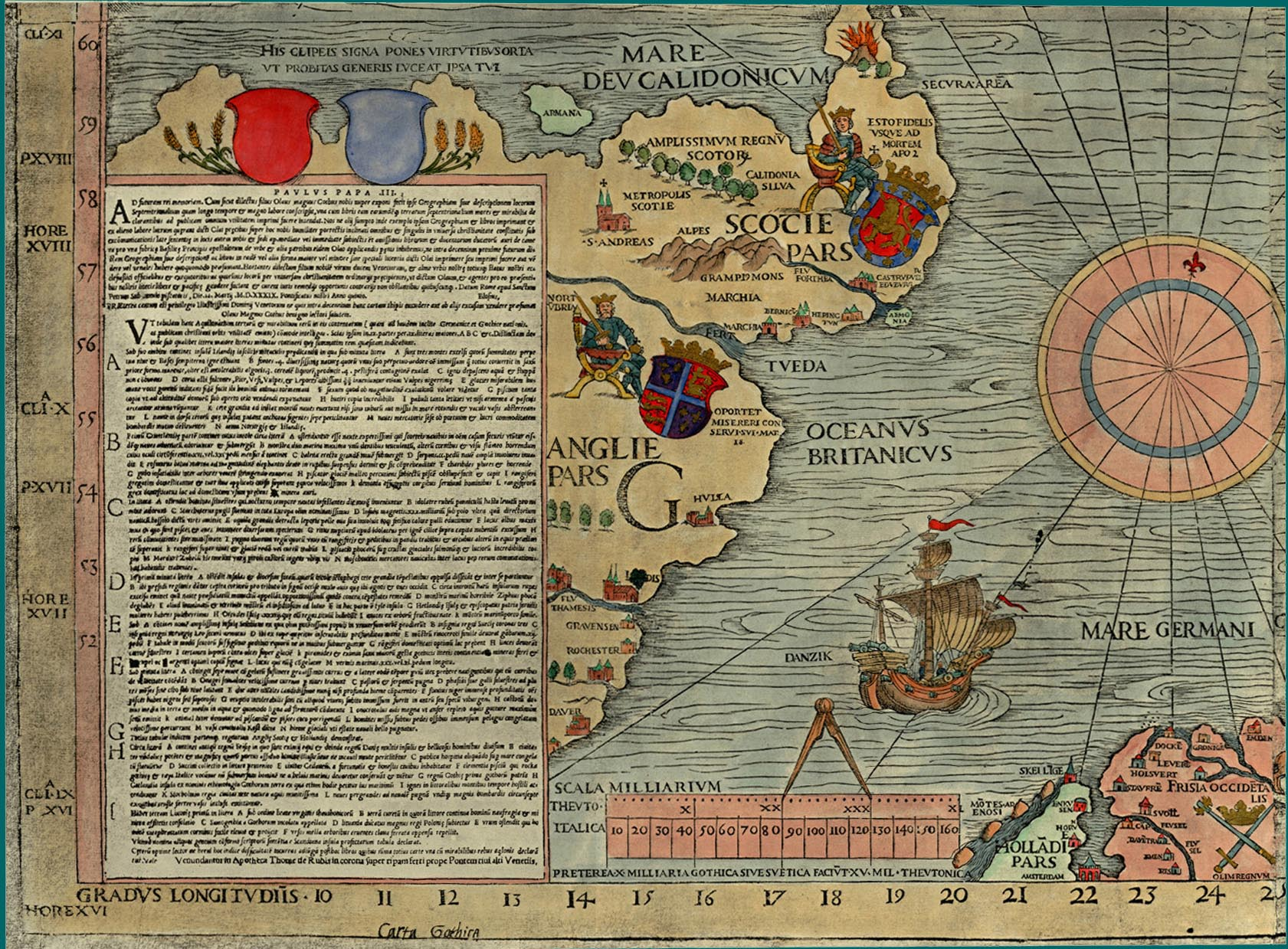
G – Skócia és Anglia
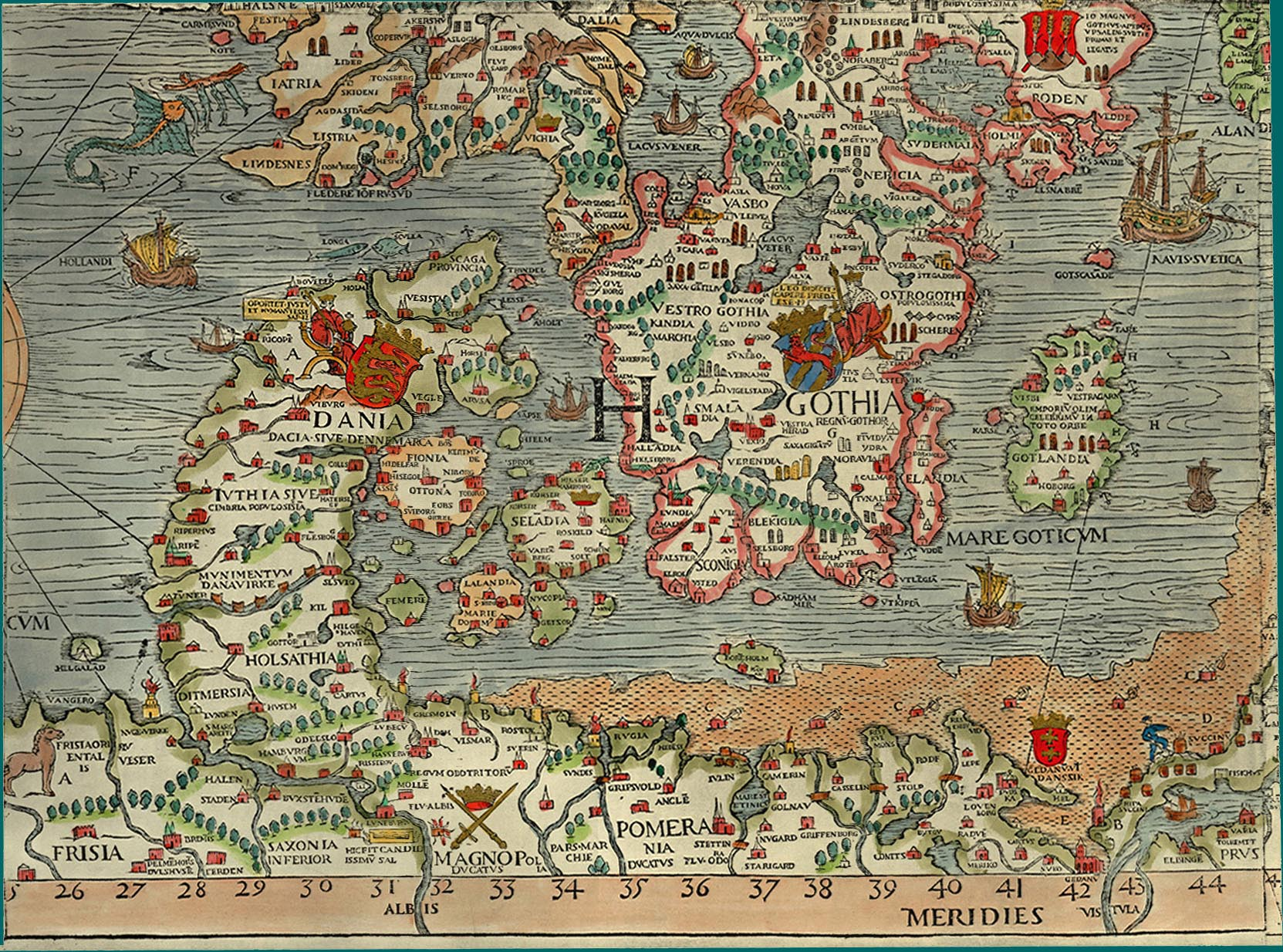
H – Dánia, Svédország
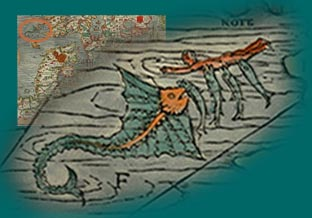
Dánia királya fölött balra, Norvégia partjainál egy embert halak támadnak meg. A jelenetet a Historia írja le, közelebbről az Egyes halak vadságáról és mások barátságosságáról című fejezet, melyből a következőket tudjuk meg: „Itt egy ember úszik a sós tengerben, melyet áruló és falánk módon a cápák családjából való halraj támad meg… lehúzzák a mélybe, nem is annyira a fogaikkal, mint inkább a súlyukkal és felfalják a lágy részeit… Majd egy sugár tűnik fel a színen, bűntetteik megtorlója, átrohanva a vizeken, a Természet által uszonyaiban felfegyverezve. Sietős mozgással elűzi az orvul támadókat, akik lefelé húzzák az embert és a legjobb tudása szerint arra ösztönzi, hogy ússzon el onnan.” Megvédi az embert a támadóktól és partra segíti, miként azt a delfinekről is mondani szokták. (Jelzése F)
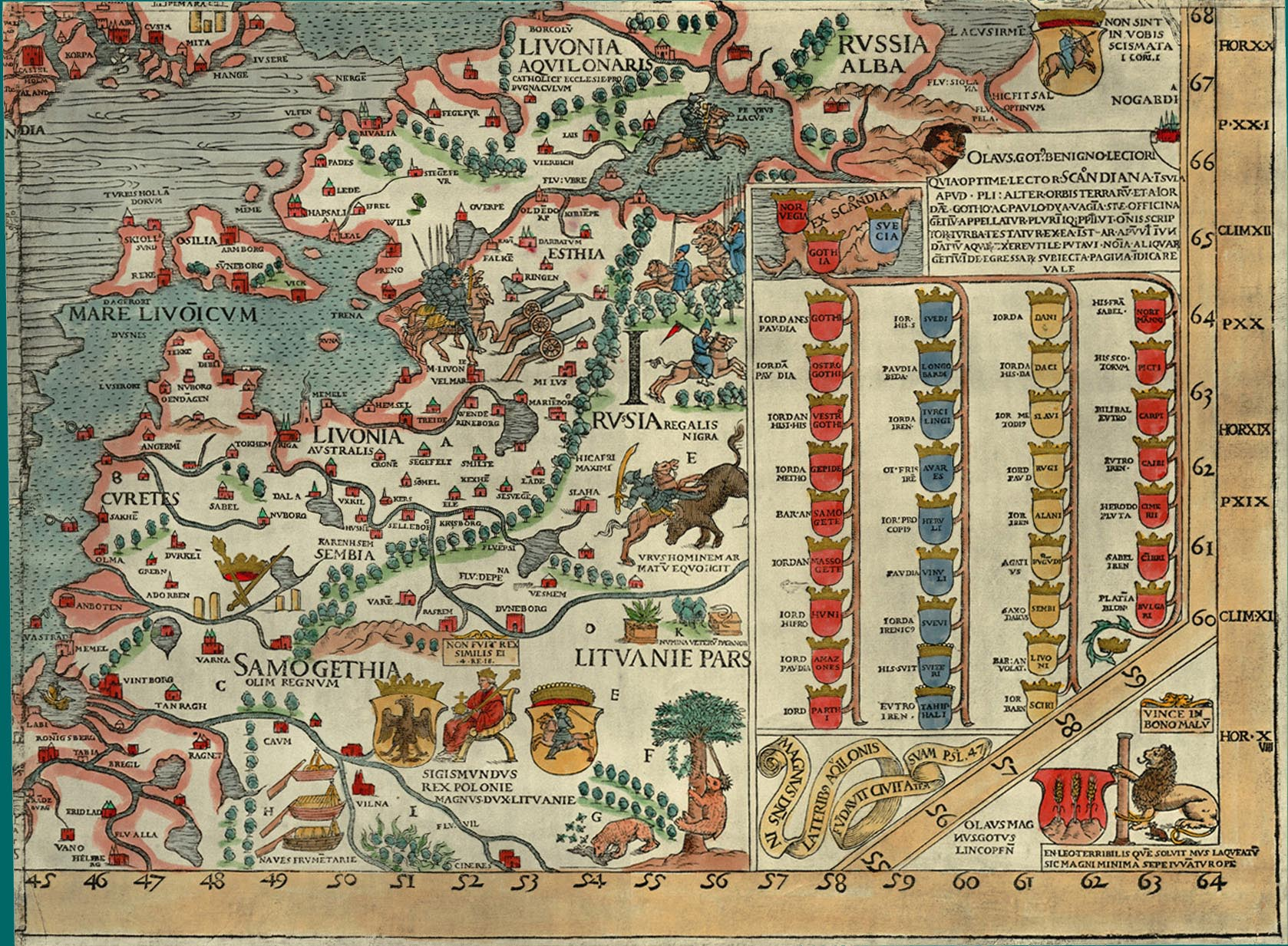
I – Livónia
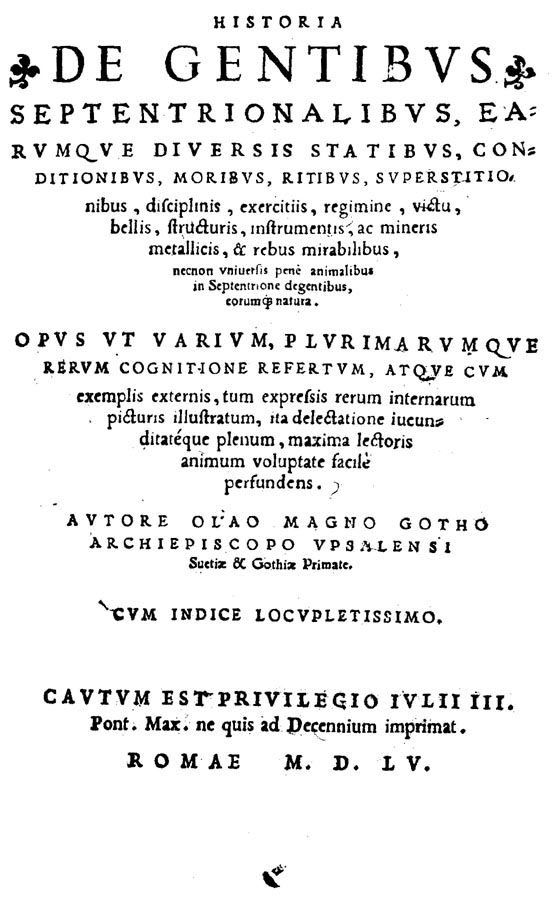
Olaus Magnus Historia de gentibus septentrionalibus (Róma, 1555) című könyvének címlapja, melyben leírja térképének egyes tengeri szörnyeit is.